# 김국진 (1978년)
김국진(1978년 2월 9일 ~ )은 대한민국의 축구 선수이며, 포지션은 미드필더이다.